# Mark Kelly (hudebník)
Mark Kelly (* 9. dubna 1961, Dublin, Irsko) je rockový hráč na klávesové nástroje, který od počátku hraje v britské progresivní rockové kapele Marillion.